# Marina Raskova
Marina Mikhailovna Raskova (em russo:  Раско́ва Мари́на Миха́йловна) (Moscou, 28 de março de 1912 – Saratov Oblast, 4 de janeiro de 1943) foi uma famosa navegadora soviética. Mais tarde, ela se tornou uma das mais de 800 000 mulheres no serviço militar e fundadora de três regimentos aéreos femininos que chegariam a voar em mais de 30 000 missões na Segunda Guerra Mundial.

## Anos iniciais
Marina Raskova (nascida Malinina) nasceu em uma família de classe média. Seu pai era o cantor de ópera e instrutor de canto Mikhail Malinin (ru: Михаил Дмитриевич Малинин) e sua mãe, a professora Anna Liubatovich; uma irmã da mãe era uma conhecida cantora russa, Tatyana Liubatovich (ru: Татьяна Спиридоновна Любатович), seu irmão (por parte de pai) era um cientista da construção naval, Boris Malinin. Ao contrário da maioria das aviadoras soviéticas, Marina não mostrou qualquer interesse inicial em aviação. Ela tornou-se piloto-navegadora puramente por acidente. Seus pais queriam que ela se tornasse música, e seu objetivo era se tornar cantora de ópera.
Em 1919, quando ela tinha sete anos, seu pai morreu de ferimentos infligidos ao ser atingido por uma motocicleta. Não obstante, ela continuou seus estudos de teatro e canto, mas, sendo muito rigorosa consigo mesma, começou a sofrer de estresse. Ela decidiu abandonar a música e dedicar-se ao estudo de química no ensino médio e depois da formatura, em 1929, começou a trabalhar como química em uma fábrica de tintura para ajudar a família. Ela se casou com um engenheiro, a quem conheceu na fábrica, Sergey Raskov, portanto, a alteração do seu nome para Raskova. Ela teve uma filha, Tanya, em 1930. No ano seguinte, ela começou a trabalhar no Laboratório de Aero Navegação da Academia da Força Aérea como projetista Raskova tornou-se uma famosa aviadora, tanto como piloto quanto navegadora para a Rússia na década de 1930. Ela foi a primeira mulher a tornar-se navegadora da Força Aérea Soviética em 1933. Um ano depois, ela começou a ensinar na Academia Aérea Zhukovskii, nisto também sendo pioneira. Em 1935, ela se divorciou. Como significativamente aos olhos da União Soviética, que deu aos seus aviadores status de celebridade, ela estabeleceu um número de recordes de longa distância. A maioria destes voos recordes ocorreu em 1937 e 1938, enquanto ela ainda lecionava na academia aérea.
O mais famoso desses recordes foi o voo do Rodina (em russo "Pátria"), Ant-37 - um bombardeiro DB-2 de longo alcance convertido, em 24-25 setembro de 1938. Ela foi a navegadora da tripulação, que também incluiu Polina Osipenko e Valentina Grizodubova. Desde o início, o objetivo foi estabelecer um recorde internacional feminino de distância de voo em linha reta. O plano era voar de Moscou a Komsomolsk (no Extremo Oriente). Quando finalmente concluído, o voo durou 26 horas e 29 minutos, através de uma distância em linha reta de 5 947 km (distância total de 6 450 km).
No entanto, a provação levou 10 dias, quando o avião foi incapaz de encontrar um aeródromo devido à má visibilidade. Como o cockpit da navegadora não tinha entrada para o resto do avião e estava vulnerável em um pouso forçado, Raskova saltou de paraquedas antes da aeronave tocar o solo. Ela tinha esquecido o seu kit de emergência e não conseguiu encontrar o avião por 10 dias, sem água e sem comida. A equipe de resgate encontrou a aeronave 8 dias após o pouso, e estava à espera quando ela encontrou seu caminho até ela, depois que todas as três mulheres foram levadas em segurança. Em 2 de novembro de 1938, as três foram condecoradas com a Medalha "Herói da União Soviética", as primeiras mulheres a recebê-la e as únicas antes da II Guerra Mundial.

## II Guerra Mundial

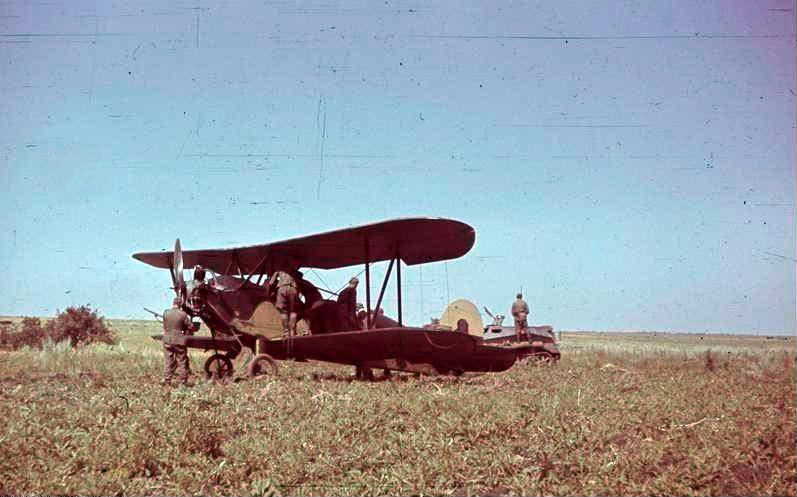
Um Po-2 danificado e abandonado forçado a pousar na Ucrânia, e, posteriormente, capturado pelas tropas alemãs, em 1941. Com este tipo de aeronave, as "Bruxas da Noite" voaram em mais de 24 000 missões

Quando a II Guerra Mundial eclodiu, havia numerosas mulheres que receberam treinamento de pilotos e muitas imediatamente se ofereceram. Embora não houvesse restrições formais a mulheres servindo em funções de combate, suas inscrições tendiam a ser bloqueadas, cair em burocracia, etc. por tanto tempo quanto possível, a fim de desencorajar as candidatas. Acredita-se que Raskova usou suas ligações pessoais com Josef Stalin para convencer os militares a formarem três regimentos de combate de mulheres. Depois de um discurso de Raskova, em 8 de setembro de 1941 clamando para mulheres pilotos serem autorizadas a lutar, Stalin, em 8 de outubro de 1941, ordenou a formação dos 221º Corpo de Aviação exclusivamente feminino. Não só as mulheres seriam pilotos, mas também o pessoal de apoio e coordenadoras. Após a sua formação, os três regimentos do grupo receberam as seguintes designações formais:
O 586° Regimento de Aviação de Caça (586 IAP/PVO): Esta unidade foi a primeira a tomar parte no combate (16 de abril de 1942) dos três regimentos  do sexo feminino. Equipado com caças Yakovlev Yak-1, Yak-7B e Yak-9, voou 4 419 voos. destruindo 38 aeronaves inimigas em 125 batalhas aéreas. As comandantes foram Tamara Kazarinova e Aleksandr Gridnev.
46ª  Regimento de Aviação de Bombardeiros Noturnos da Guarda "Taman": Este foi o mais conhecido dos regimentos e foi comandado por Yevdokia Bershanskaya. Ele inicialmente começou como o 588th Regimento de Bombardeiros Noturnos (588 NBAP), mas foi redesignado, em fevereiro de 1943, como reconhecimento pelo serviço que registraria 24 000+ missões de combate até o final da guerra. O regimento produziu 24 Heróis da União Soviética.
A aeronave era o Polikarpov Po-2, um biplano muito ultrapassado. Os alemães foram aqueles no entanto, que lhes deram o nome pelo qual são mais conhecidas: as Bruxas da Noite (die Nachthexen). Elas foram também o único dos três regimentos a permanecer somente do sexo feminino durante a guerra, uma distinção pela qual se esforçaram para manter.
O 125º Regimento de Aviação de Bombardeiros da Guarda: Marina Raskova comandou esta unidade até sua morte, em um acidente de voo, ao mesmo tempo, levando dois outros Petlyakovs para o seu primeiro aeródromo operativo, perto de Stalingrado, onde a unidade foi dada a Valentin Markov. Ele começou a servir como 587º Regimento de Aviação de Bombardeiros (587 BAP), até que foi dada a designação de Guardas em setembro de 1943. A unidade recebeu o melhor dos bombardeiros soviéticos, o Petlyakov Pe-2, enquanto muitas unidades masculinas usavam aviões obsoletos, um fator que levou à muito ressentimento. A unidade voou 1 134 missões, despejando mais de 980 toneladas de bombas. Ela produziu cinco Heróis da União Soviética.

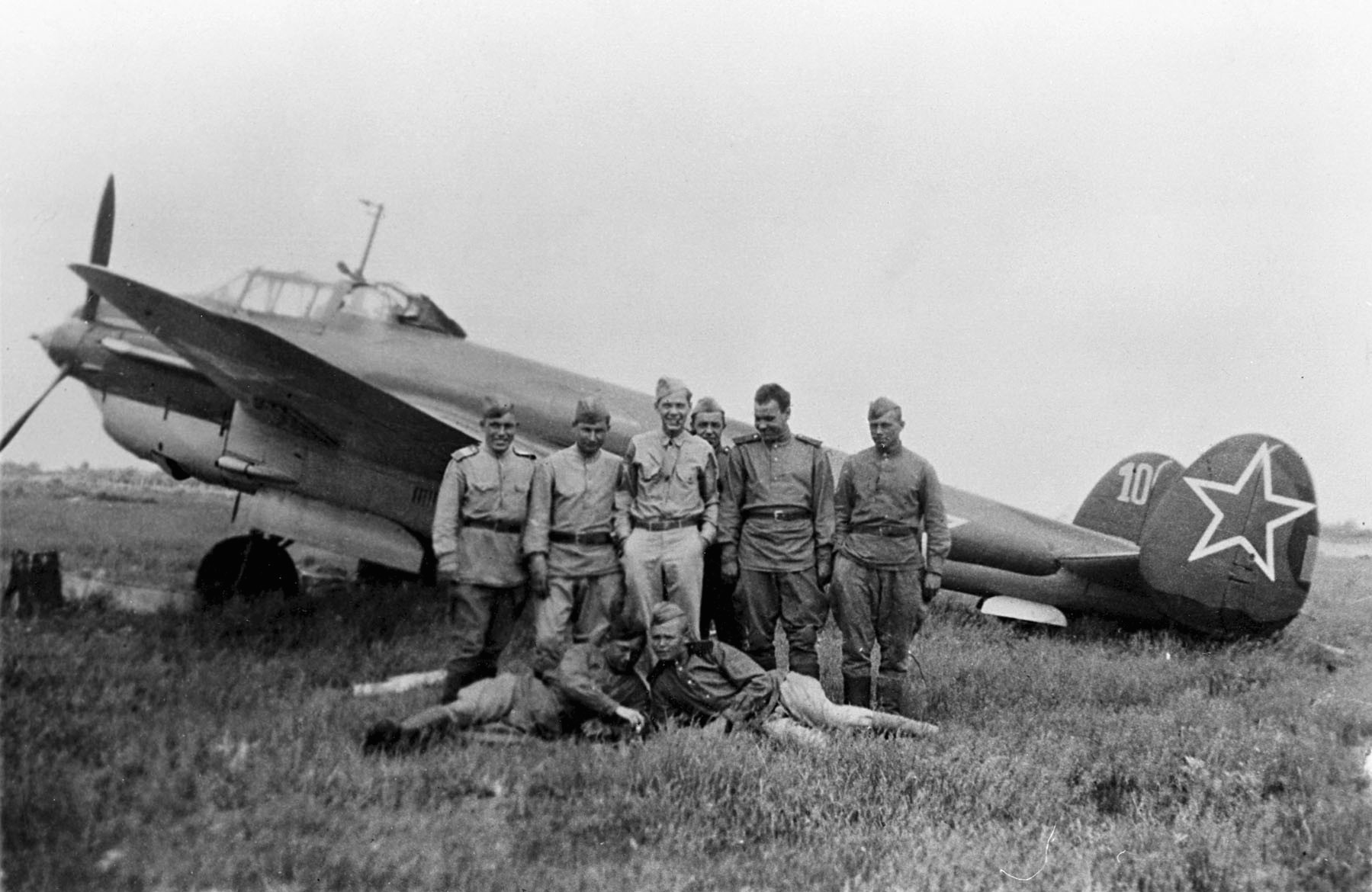
Pilotos e tripulação de terra russos posam na frente de um bombardeiro de mergulho Pe-2 em Poltava, em junho de 1944. Marina Raskova morreu durante o voo desse tipo de aeronave em um acidente, perto de Stalingrado

Como mencionado, Raskova era a comandante do 125º Regimento de Aviação. Ela faleceu em 4 de janeiro de 1943, quando seu avião caiu ao tentar fazer um pouso forçado na margem do Volga, ao mesmo tempo, levando dois outros Pe-2s para  o primeiro aeródromo operativo perto de Stalingrado. Toda a tripulação morreu. Ela recebeu o primeiro funeral de estado da guerra.

## Legado

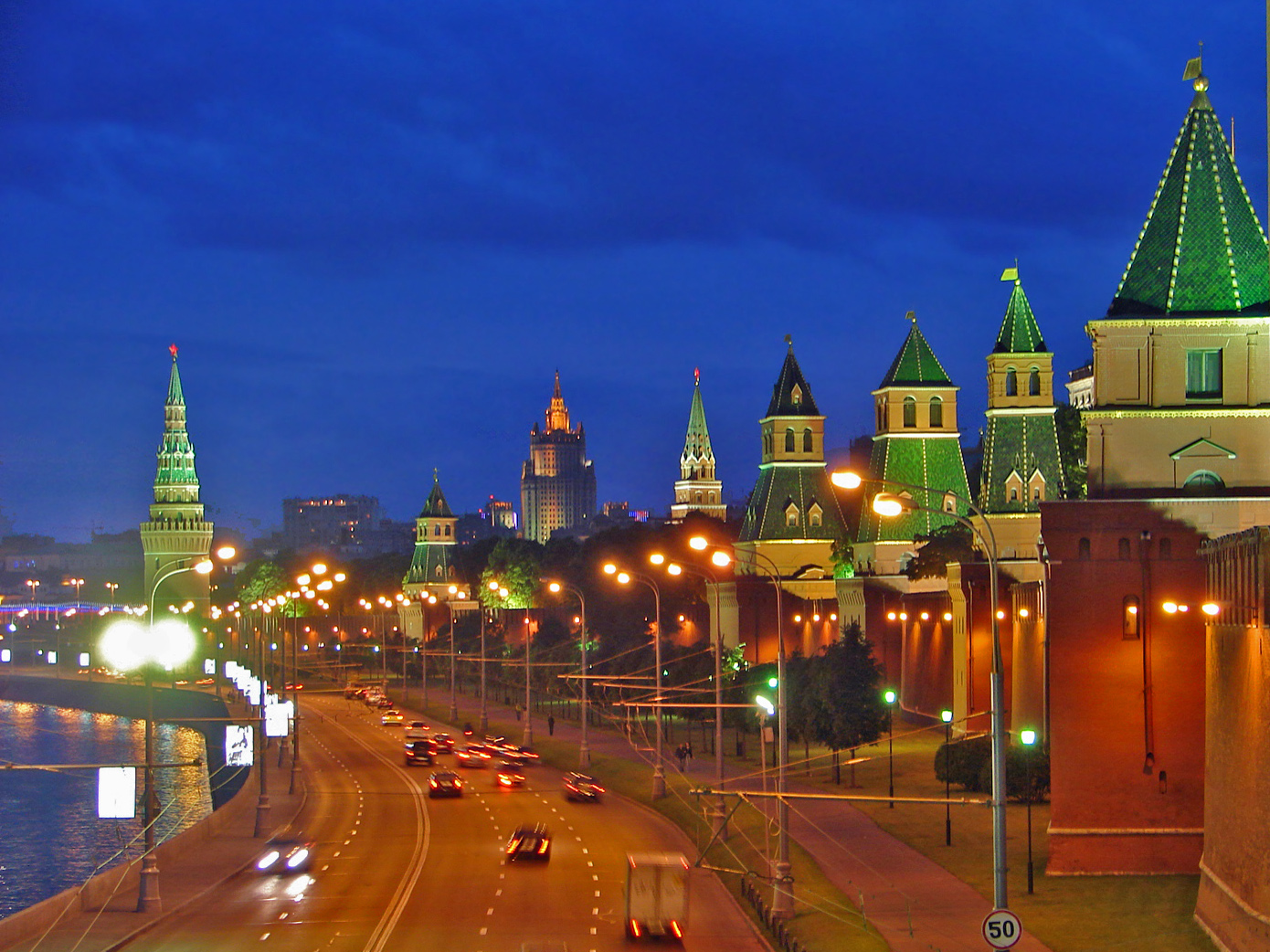
O Kremlin de Moscou: as cinzas de Raskova foram enterradas na parede de tijolos vermelhos da antiga fortaleza na Praça Vermelha, ao lado das de Osipenko

Suas cinzas foram enterradas na Muralha do Kremlin, ao lado de Polina Osipenko, na Praça Vermelha. Ela foi postumamente condecorada com a Ordem da Guerra Patriótica Primeira Classe. Um navio americano, Ironclad, (lançado como Mystic em abril de 1919), que tinha tomado parte no  Comboio PQ-17 foi transferido para propriedade russa e rebatizado SS Marina Raskova, em junho de 1943.
Ruas receberam seu nome em Moscou e Kazan, respectivamente, bem como uma praça em Moscou, algumas escolas e destacamentos de Jovens Pioneiros. Havia um busto dela, na Escola Superior de Pilotos de Aviação Militar "M. M. Raskova" em Tambov, mas a escola deixou de funcionar em 1997.